# 원 리버티 플라자
원 리버티 플라자(One Liberty Plaza)는 미국 뉴욕 맨해튼 브로드웨이와 리버티 가 사이에 위치한 건물로, 싱어 빌딩이 있던 자리에 세워진 건물이다.

## 같이 보기
- 뉴욕의 마천루 목록
- 미국의 마천루 목록